# Muara Danau (Talo)
Muara Danau is een bestuurslaag in het regentschap Seluma van de provincie Bengkulu, Indonesië. Muara Danau telt 263 inwoners (volkstelling 2010).